# Granich Traktor
Granich war ein von ca. 1936 bis in die 1950er Jahre existierender oberbayerischer Traktorenhersteller.

## Unternehmensgeschichte
Otto Granich (28. Oktober 1908 – 6. Januar 1983) betrieb ab etwa 1935/36 auf dem Grundstück seines Vaters im Westpoltweg im kleinen Orte Schaftlach im Landkreis Miesbach/Obb. eine Reparaturwerkstatt, in der er auch Traktoren baute. Der älteste heute noch nachweisbare Traktor stammt aus dem Jahr 1936, dieses Jahr gilt daher als Beginn des Traktorenbaues. Im Jahr 1940 wurden ausweislich der erhalten gebliebenen offiziellen Statistik 6 Traktoren der Marke Granich in Deutschland zugelassen, danach dürfte der mittlerweile ausgebrochene Zweite Weltkrieg sowie der Schell-Plan dem Traktorenbau zunächst ein Ende gesetzt haben.
Nach Kriegsende 1945 nahm Granich indessen den Bau von Traktoren wieder auf und führte ihn bis in die 1950er Jahre hinein fort. Sein Haupterwerb blieb allerdings wohl Auto- und Traktorenhandel und -reparatur; dieses Gewerbe betrieb Otto Granich bis zum altersbedingten Ruhestand im Jahr 1974.
Otto Granich wird als begnadeter Techniker, jedoch als schlechter Kaufmann beschrieben, der diese Charaktereigenschaften mit etlichen anderen Konstrukteuren und Erfindern (z. B. Carl F. W. Borgward) teilte.

## Traktoren
Die von Otto Granich gebauten Traktoren dürften Einzelstücke gewesen sein, die die Bauern aus der Umgebung bei ihm bestellten, und die er unter Berücksichtigung individueller Wünsche anfertigte. Während der Rahmen der Traktoren von Granich selber zusammengeschweißt wurde, wurden andere Teile wohl generell von verschiedenen Zulieferern bezogen, die Motoren zumindest der Vorkriegsmodelle von der Motorenfabrik München-Sendling: Nachgewiesen ist der Einbau (quer zur Fahrtrichtung) von Einzylinder-Motoren mit 118 mm Bohrung und 165 mm Hub (1804 cm³ Hubraum), die Leistung wird mit 12 PS angegeben. Es gab auch eine schwächere Variante mit nur 7–8 PS. Ob außer München-Sendling noch andere Hersteller Motoren lieferten, ist nicht überliefert. Der Motor wurde üblicherweise noch von Hand angelassen. Die Traktoren hatten als Normalausstattung einen Mähbalken, Anhängekupplung, Riemenscheibe und Zapfwelle. Ein noch vorhandener Fahrzeugbrief über einen Traktor aus dem Jahr 1939 nennt eine Länge von 2,90 m, eine Breite von 1,60 m, eine Höhe von 1,35 m, ein Gewicht von 1385 kg, eine Zugkraft von 324 kg und eine Höchstgeschwindigkeit von 16 km/h. Die eingebauten Getriebe hatten 3 bis 4 Vorwärtsgänge und Rückwärtsgang. Die Bereifung war vorne 4,50 × 17, hinten 6,50 × 20. Die Bremsanlage stammte von Brennabor, ob neu eingebaut oder (was damals häufig vorkam) aus einem alten Kraftfahrzeug entnommen, ist nicht mehr feststellbar.
Von 1936 bis 1940 dürften etwa 20 bis maximal 30 Traktoren gebaut worden sein. Wie viele in der Nachkriegszeit entstanden, ist schwer zu schätzen; es dürften aber ebenfalls etwa 20, maximal 50 Stück gewesen sein. Von diesen allen hat etwa ein halbes Dutzend überdauert und erinnert bei Dorffesten daran, dass auch in Schaftlach eine Zeit lang Kraftfahrzeuge hergestellt wurden.